# Alberto José Mazza
Alberto José Mazza (Buenos Aires, 20 de julio de 1938) es un médico argentino, que ejerció como ministro de Salud y Ambiente durante la segunda presidencia de Carlos Menem.
Médico egresado de la Universidad de Buenos Aires, entre 1975 y 1976 fue asesor de la Secretaría de Salud Pública de la Nación y como Jefe de Planeamiento del Ministerio de Bienestar Social.
Posteriormente se dedicó a los medicina prepaga, llegando a ser presidente de la empresa de ese rubro, Galeno. Fue presidente fundador de la Asociación de Entidades de Medicina Privada desde el 28 de mayo de 1981 hasta el año 1991.
El 27 de noviembre de 1991 fue nombrado Secretario de Salud de la Nación, y al asumir el presidente Carlos Menem su segundo mandato, en 1995, lo nombró Ministro de Salud y Ambiente. Vinculado con el menemismo desde 1990 cuando ayudo a redactar la Ley Nacional de Sida en Argentina es la ley 23.798, sancionada el 16 de agosto de 1990, durante la presidencia de Carlos Menem ley pionera en el tratamiento del Sida en América Larina. Esta ley declara de interés nacional la lucha contra el síndrome de inmunodeficiencia adquirida (SIDA) y establece medidas para la prevención, detección, diagnóstico, tratamiento, asistencia y rehabilitación de las personas afectadas. 
Su principal gestión estuvo orientada a la desregulación de las obras sociales, impulso la ley que estableció todos los empleados en relación de dependencia deben tener una cobertura médica, razón por la cual el trabajador y el empleador están obligados a abonar un porcentaje del salario para dicho fin y generalmente existen acuerdos entre las instituciones empleadoras y las obras sociales en relación con el tipo de empleo.